# حسین طیبی سودکلایی
حسین طیبی سودکلایی (زادهٔ ۱۲ آبان ۱۳۱۵ در سودکلا، ساری - ۶ اسفند ۱۳۹۵) خواننده،
نوازنده و موسیقی‌دان مازندرانی بود. او در سومین جشنوارهٔ موسیقی فجر به عنوان نوازندهٔ برتر شناخته شد. درمرداد ماه سال ۱۳۷۰ با سازِ لَلِه‌وا در جشنواره آوینیون فرانسه و در شهریورماه همان سال در جشن هنر ایران در شهر دوسلدرف آلمان شرکت کرد.

## زندگی‌نامه
حسین طیبی سال ۱۳۱۵ در روستای سودکلای دودانگهٔ ساری زاده شد. پدرش با موسیقی مخالف بود ولی او با تشویق مادرش از ۷ سالگی آموختن موسیقی را آغاز کرد.
در مکتب زادگاهش و همچنین مکتب روستای سید ابوصالح درس خواندن را شروع کرد و بدین ترتیب هنگام نام‌نویسی در دبستان روستای همسایه (سنگده) مستقیم در پایهٔ سوم پذیرفته شد. پایه‌های بعدی را در دبستان حافظ ساری گذراند و با نمرهٔ ممتاز این مقطع را به پایان رساند. با از دست دادن پدر در ۱۵ سالگی ناگزیر تحصیل را رها کرد و شغل پدر یعنی دامپروری را ادامه داد. طیبی در ۲۱ سالگی ازدواج کرد و در ۳۴ سالگی به‌عنوان نوازنده و خواننده در رادیو ساری حضور یافت. در ۳۵ سالگی با مدرک ششم دبستان به صورت کارمزدی به استخدام ادارهٔ فرهنگ و هنر درآمد و پس از ۶ سال فعالیت توانست در پست نوازندگی مشغول شود. پیش از پیروزی انقلاب ۴ نوار منتشر کرد پس از انقلاب هم «لله وا» نخستین نواری بود که از در سال ۱۳۶۵ پخش شد. او در این اثر، قطعات ویژهٔ للِه‌وا را نواخت. قطعاتی که هم‌اکنون منبع و مآخذ لَله نوازانِ مازندران است. در همین سالها با بردن جایزهٔ جشنواره فجر به آوازهٔ خود افزود و در سراسر ایران طرفدارانی یافت.

## عناوین
- دریافت نشان درجه ۲ هنری در سال ۱۳۶۴
- دریافت نشان درجهٔ ۱ هنری در سال ۱۳۸۰
- تجلیل در جشن نی نوازان
- تجلیل در برنامهٔ هفت اورنگ حوزهٔ هنری
- حسین طیبی برای نخستین بار به صورت ابداعی در آواز امیری از منطقه صوتی سوم لَله وا استفاده کرد و نُتِ «فا» دیز که تا آن زمان روی لَله وا وجود نداشت به وسیله او ابداع و رایج شد.
- تقدیر در مهر سال ۱۳۹۵ در جشن خانهٔ موسیقی ایران بخاطر نیم قرن تلاش در امر ترویج و موفقیت او در امر اشاعهٔ موسیقی مازندران.

## بن مایه
1. ↑  ««حسین طیبی» در ۸۰ سالگی درگذشت». موسیقی ما.
2. ↑  «استاد حسین طیبی نوازنده نامدار موسیقی مازندران درگذشت». همشهری آنلاین.